# Conosia insularis
Conosia insularis là một loài ruồi trong họ Limoniidae. Chúng phân bố ở miền Australasia.